# Tony Roche
Anthony Dalton "Tony" Roche, född 17 maj 1945 i Wagga Wagga, New South Wales, är en australisk vänsterhänt, tidigare professionell  tennisspelare, främst känd som dubbelspelare med en "karriär Grand Slam" bland meriterna.
Roche upptogs 1986 i International Tennis Hall of Fame tillsammans med sin flerfaldige dubbelpartner John Newcombe.

## Tenniskarriären
Tony Roche vann 1965–1977 totalt 16 dubbeltitlar i Grand Slam (GS)-turneringar, varav 14 i herrdubbel och 2 i mixed dubbel. Roche blev professionell tennisspelare 1968 på den nyorganiserade WCT-touren och var då en av tourens åtta första kontrakterade spelare, skämtsamt benämnda "the Handsome Eight". Han rankades 1969 som världstvåa i singel. Han vann totalt 12 singel- och 27 dubbeltitlar som proffs.
Roche var visserligen skicklig som singelspelare, men som sådan kom han att stå i skuggan av sina samtida landsmän som Ken Rosewall, Rod Laver, Roy Emerson och John Newcombe.  Han vann ändå en singeltitel i GS-turneringen Franska mästerskapen, då han 1966 nådde finalen som han vann över den ungerske spelaren Istvan Gulyas (6-4, 6-4, 7-5). Tidigare på våren hade han också vunnit singeltiteln i Italienska mästerskapen i Rom, som räknas som den främsta grusturneringen näst Franska mästerskapen (Franska öppna). Roche spelade ytterligare 5 singelfinaler i GS-turneringar, vilka han förlorade mot Laver, Rosewall, Fred Stolle och Emerson.
Tony Roche vann samtliga sina GS-dubbeltitlar tillsammans med John Newcombe. Paret finalbesegrade i dessa turneringar bland andra de australiska herrdubbelparen Emerson/Stolle, Owen Davidson/Bill Bowrey, Ken Fletcher/Bob Hewitt och Rosewall/Stolle. Sina mixed dubbel-titlar vann han tillsammans med Judith Tegart (Australiska öppna) och Francoise Durr (Wimbledonmästerskapen).
Tony Roche spelade i det australiska Davis Cup-laget 1964-78. Totalt spelade han 19 matcher av vilka han vann 14. Han deltog i det segrande australiska laget i 4 slutfinaler (1965 mot Spanien, 1966 mot Indien, 1967 mot Spanien och 1977 mot Italien). I cupfinalen 1977 besegrade Roche Italiens Adriano Panatta (6-3, 6-4, 6-4) i ett möte som Australien vann med 3-1. Tio år tidigare, 1967, besegrades det spanska laget, varvid Roche i dubbel tillsammans med Newcombe besegrade Manuel Orantes/Manuel Santana (den senare det årets Wimbledonmästare tillika ITFs världsetta) med 6-4, 6-4, 6-4.

## Spelaren och personen
Tony Roche var en kraftfull tennisspelare med en "otäck", svårreturnerad vänsterhandserve och utsökt volleyspel. Han var i första hand en mycket skicklig dubbelspelare som nådde sina största framgångar tillsammans med John Newcombe. År 1969 blev de det första par som vunnit herrdubbeln i Wimbledonmästerskapen 3 gånger, och sedermera det första par som vunnit 5 gånger. Senare har paret Todd Woodbridge/Mark Woodforde med sina 6 segrar slagit deras notering.
Från 1970 besvärades Roche av tennisarmbåge, vilken tidvis var så svår att hans tenniskarriär hotades. Under flera år kämpade han med sin skada. I mitten på 1970-talet fick han enligt egen utsago slutligen effektiv hjälp av en filippinsk "naturläkare" som botade honom. Han kunde därefter med förnyad kraft återuppta sin tävlingstennis.
Roche har efter avslutad internationell tävlingskarriär verkat som tennistränare, bland andra för Ivan Lendl och Roger Federer. Han är sedan 2007 Lleyton Hewitts tränare.

## Grand Slam-titlar
(Observera att turneringarna blev "öppna" först under säsongen 1968)
- Australiska öppna
  - Dubbel - 1965, 1967, 1971, 1976, 1977
  - Mixed dubbel - 1966
- Franska öppna
  - Singel - 1966
  - Dubbel - 1965, 1967, 1969
- Wimbledonmästerskapen
  - Dubbel - 1965, 1968, 1969, 1970, 1974
  - Mixed dubbel - 1976
- US Open
  - Dubbel - 1967